# 日立エナジー
日立エナジー（ひたちエナジー、英: Hitachi Energy Ltd）は、スイス・チューリッヒに本社を置く日立グループの企業。日立製作所によるスイスの重電大手ABBのパワーグリッド事業買収によって2020年に設立された。

## 沿革

### 前史
- 1883年 - スウェーデンのストックホルムでアセア（ASEA）が創業。
- 1891年 - スイスのバーデンでブラウン・ボベリ（BBC）が創業。
- 1988年1月5日 - ASEAとBBCの合併によりアセア・ブラウン・ボベリ（ABB）が設立。

### 日立製作所による子会社化
- 2018年12月17日 - 日立製作所がABBのパワーグリッド事業の買収を発表。
- 2020年7月1日 - 日立製作所はABBから分社化されたパワーグリッド事業会社の株式の80.1%を68億5000万米ドル（約7400億円）で取得し、日立ABBパワーグリッドを設立。
- 2021年10月1日 - 日立ABBパワーグリッドから日立エナジーに社名変更。
- 2022年12月 - 日立製作所はABBが保有していた日立エナジーの株式19.9%を16億7900万米ドル（約2180億円）で取得し、完全子会社化が完了[2]。

## 事業部門
4つのグローバルビジネスユニットから成る組織体制で、ローカルオフィスと研究センターを90ヵ国以上に配備。
- グリッドオートメーション（ソフトウェア、SCADAシステムなど）
- グリッドインテグレーション（変電所システム、HVDCシステムなど）
- 超高電圧製品（ガス開閉装置など）
- 変圧器

## 日本法人
日本法人である日立エナジージャパン（ひたちエナジージャパン、英: Hitachi Energy Japan Ltd.）は、ABBジャパンと同じく東京都品川区を中心とする大崎副都心のThinkPark Towerに本社を置く。親会社の日立エナジーと同じく4つの事業部門から成る。

### 沿革
- 2019年7月 - ABB Power Grids Japanが設立。
- 2020年7月 - 日立ABBパワーグリッドの発足に伴い、同社日本法人として営業開始。
- 2021年10月 - 日立ABBパワーグリッドから日立エナジーへの社名変更に伴い、日立エナジージャパンとなる。